# Sorority (Österreich)
Die Sorority ist eines der größten intersektionalen feministischen Netzwerke im deutschsprachigen Raum und das größte in Österreich mit einem arbeitsmarktpolitischen Fokus. Der Verein setzt sich für die berufliche und persönliche Stärkung von Frauen und als Frauen gelesenen Personen ein. Seit seiner Gründung im Jahr 2014 verfolgt die Sorority das Ziel, Räume für Vernetzung, Austausch und Empowerment zu schaffen und strukturelle Benachteiligungen von Frauen im Berufsleben sichtbar zu machen. Unter dem Motto „Solidarity, Sister!“ fördert die Sorority eine Kultur der gegenseitigen Unterstützung und feministische Perspektiven im Arbeitsleben.

## Geschichte
Die Sorority entstand 2014 als Antwort auf männlich geprägte Netzwerke und die strukturellen Hürden, denen Frauen* in der Berufswelt begegnen. In den ersten Jahren lag der Fokus auf kulturellen und künstlerischen Veranstaltungen, wie der femtrails-Reihe und Kooperationen mit der Diagonale. Den Durchbruch schaffte die Sorority mit dem Business Riot Festival, das feministische Zugänge zu Arbeit und Unternehmertum beleuchtete. Das begleitende Business Riot ZINE machte die Themen des Festivals einer breiten Öffentlichkeit zugänglich.
Weitere prägende Projekte waren:
- „No More Bullshit!“ (2017–2018): Eine Veranstaltungsreihe und das gleichnamige Buch, das mit schlagkräftigen Argumenten gegen sexistische Stammtischweisheiten aufwartet.

- „Who Cares?“ (2020): Eine Online-Diskussionsreihe über Care-Arbeit und die Mehrfachbelastung von Frauen* während der COVID-19-Pandemie.

## Feministival 2024
Eines der Highlights im Jubiläumsjahr 2024 war das Feministival, ein Festival, das feministische Themen, Kunst und Aktivismus miteinander verbindet. Es wurde speziell zum zehnjährigen Bestehen der Sorority ins Leben gerufen und setzte neue Maßstäbe für intersektionale Vernetzung und kulturelle Innovation.

### Programm und Schwerpunkte
Das Feministival umfasste ein vielfältiges Programm, das sowohl gesellschaftlich relevante Diskussionen als auch kreative Formate bietet:
- Podiumsdiskussionen: Expertinnen aus Wirtschaft, Kunst und Wissenschaft sprechen über Themen wie „Frauen in Männerdominierten Berufsfeldern“ und „Künstliche Intelligenz aus feministischer Perspektive“.

- Workshops: Hands-on-Angebote zu Themen wie Gehaltsverhandlung, Argumentationstraining, berufliche Neuorientierung sowie Stimmtraining.

- Kunst und Kultur: Stand-Up Comedy mit Denice Bourbon und Steffi Stankovic, Lesungen und Performances, die feministische Perspektiven künstlerisch erlebbar machen.

- Networking-Zonen: Räume, die den Austausch zwischen Teilnehmerinnen fördern, begleitet von Gesprächsimpulsen und Speed-Networking-Sessions.

### Vision und Wirkung
Das Feministival versteht sich als lebendige Plattform, die feministische Anliegen feiert und gleichzeitig Impulse für eine gerechtere Gesellschaft setzt. „Wir möchten die Diversität und Kraft unserer Community sichtbar machen und gemeinsam eine Zukunft gestalten, in der Solidarität nicht nur ein Wort ist, sondern gelebt wird“, erklärt Marta Suzama, aktuelle Obfrau des Vereins.

## Formate und Veranstaltungen
Seit der Gründung hat die Sorority eine Vielzahl an Veranstaltungsformaten etabliert:
- Sisters Meet-Up (SMU): Monatliche Treffen, die Raum für solidarischen Austausch schaffen. Gäste und wechselnde Themenschwerpunkte bereichern das Networking-Format.

- Workshops: Workshops wie Argumentationstraining, Stimmcoaching oder CV-Checks gehören zu den Kernformaten und sind für Mitglieder kostenlos.

- Salon Sorority: Ein feministischer Buchclub, der regelmäßig Werke zu gesellschaftspolitischen und feministischen Themen diskutiert.

- Nom Nom: Führungskräfte aus unterschiedlichsten Branchen geben Karrieretipps und Einblicke für Einsteiger.

Besonderes Augenmerk legt die Sorority auf digitale Formate, um den Austausch ortsunabhängig zu ermöglichen. Neben dem Online-Magazin erreicht das Netzwerk über die Social-Media-Plattformen Instagram, LinkedIn und Facebook Tausende von Personen im gesamten deutschsprachigen Raum und bietet dort Raum für Diskussion und berufliche Vernetzung.

## Arbeitsmarktpolitischer Fokus
Ein zentrales Anliegen der Sorority ist die Verbesserung der beruflichen Chancen von Frauen* durch gezielte Bildungsangebote und die Sichtbarmachung von struktureller Ungleichheit. Der Verein setzt sich dafür ein, feministische Perspektiven in den öffentlichen Diskurs zu integrieren und strukturelle Veränderungen im Arbeitsmarkt zu fördern.
Zu den arbeitsmarktpolitischen Schwerpunkten gehören:
- Empowerment durch Bildung: Workshops zu Themen wie finanzielle Unabhängigkeit, Karriereplanung und digitale Kompetenz.

- Care-Arbeit und Mehrfachbelastung: Thematisierung der gesellschaftlichen Unsichtbarkeit von Care-Arbeit und deren geschlechtsspezifischen Verteilung.

## Struktur und Organisation
Die Sorority ist ein gemeinnütziger Verein, der von einem ehrenamtlichen Vorstand geleitet wird. Die Arbeit des Netzwerks wird von zahlreichen aktiven Mitgliedern getragen, die sich in Arbeitsgruppen engagieren.
Das Netzwerk umfasst mehrere Tausend Personen, die über Veranstaltungen, digitale Plattformen und Social Media miteinander verbunden sind. Die Mitglieder kommen aus unterschiedlichsten Berufsfeldern und Lebensrealitäten – von Berufseinsteiger bis zu Führungskräften.

## Philosophie und Leitbild
Die Sorority steht für Solidarität und Intersektionalität. Ziel ist es, Frauen* in ihrer beruflichen und persönlichen Entwicklung zu unterstützen und gleichzeitig gesellschaftliche Strukturen kritisch zu hinterfragen.
„Solidarität bedeutet, sich gegenseitig zu fördern und sichtbar zu machen“, so Obfrau Marta Suzama. Das Netzwerk ermutigt Frauen*, aktiv zu werden – sei es durch den Austausch von Wissen, das Vorstellen von Kolleg oder die Unterstützung bei beruflichen Herausforderungen.
Die starke Gemeinschaft der Sorority zeigt, wie feministische Netzwerke empowern und einen positiven Wandel bewirken können. Mit dem Feministival 2024 setzte die Sorority ein Zeichen für die nächste Dekade ihrer solidarischen Schwesternschaft.